# 잇시키 히카루
잇시키 히카루(一色 ヒカル)는 일본의 성우이다. 주로 성인 게임에서 활동하는 성우이다. 일본의 성우인 타나카 료코와 동일인물이다.

## 출연작

### 게임
2003년
- 클로버 하츠 (나구모 하쿠토)
- 코나타요리 카나타마데 (코코노에 하타에)
- 최면학원 (쿠라사와 시노부)
- 치한자 토마스 (타치바나 아야네)
- 마법소녀 아라모드 (에레네 실바나)
- FOLKLORE JAM (와카이로 하루카)
- Crescendo ~영원이라 생각했던 그무렵~ Full Voice Version (사사키 아야메)

2004년
- Dear My Friend (나카무라 사에카)

2005년
- 카르타그라 (타카시로 나나)
- 유노하나   (타카오 츠바키)
- 소녀는 언니를 사랑하고 있다. (카지우라 히사코, 타카나시 케이, 코우하라 카야노)
- School Days (쿠로다 히카리)
- 꿈을 꾸는 약 (키리미야 미즈키)
- 토모요 애프터 ~It's a Wonderful Life~ (토모요)
- SHUFFLE! on the Stage (츠보미)

2006년
- H2O ～FOOTPRINTS IN THE SAND～ (카구라 히나타)
- SummerDays (쿠로다 히카리)
- Really? Really! (츠보미, 츠치미 린(어린시절))

2007년
- 나고미바코 (타카시로 나나)

2008년
- 사쿠라 슈트랏세 (클라우디아 클레멘트)
- 야미노코에ZERO (사요코)
- 전투소녀 발키리2 (아리야)

2009년
- SHUFFLE! Essence+ (츠보미)
- Schoolmate (미유&후미)